# 東京ガールズブラボー
『東京ガールズブラボー』（とうきょうガールズブラボー）は、岡崎京子による日本の漫画作品。

## 概要
ファッション誌である『CUTiE』（宝島社）にて、1990年12月号から1992年12月号までの2年間連載された。1980年代前半の東京を舞台に、著者が先だって発表した『くちびるから散弾銃』の主人公3人の、パンク、テクノポップ、ニュー・ウェーブ、自販機本といったサブカルチャーに彩られた高校生時代を描いている。

## あらすじ
サカエは両親の離婚によって、母親に連れられ北海道札幌市から憧れの東京に引っ越してきた。東京は夢見ていたほどカッコよくもなく、ババァは口うるさいけれど、なっちゃん・ミヤちゃんと出会い、サカエは東京生活を謳歌する。クラブに夜遊びに出かけたり、賞金目当てで徹夜で漫画を描いたり、バイト感覚でエロ本の編集部に行ったり、イジメの犯人を突き止めたり…。しかし東京と、そして友達との別れは突然にやってきた。

## 登場人物
金田サカエ / サカエ
自分の欲望に忠実であまり頭の良くない女の子。転校早々髪を金髪モヒカン刈りにして停学処分を受けるなど、常識に捉われない自由奔放さを持つ。音楽とオシャレが何よりも好き。
島野夏美 / なっちゃん
サカエと同じ高校に通う女の子。一見可愛らしいが、性的に奔放であったり、だらしない男の子に対して心の中で痛烈に毒づくなど過激な一面を持つ。
高田美夜子 / ミヤちゃん
サカエと同じ高校に通う女の子。インテリタイプで3人の中では一番落ち着きのある性格だが、躁鬱が激しい。評論家の母親と暮らしている。
犬山のび太
サカエの同級生。内向的で自意識過剰、坂本龍一の髪型に倣っている典型的なニューウェーブ少年。自分にない奔放さを持つサカエに恋しているが、異性として見られていないどころか名前すら間違えて呼ばれている。
丸玉玉子
サカエの同級生。憧れていたなっちゃん・ミヤちゃん、恋しいのび太と仲良くしているサカエに嫉妬し嫌がらせをする。のび太に激しく拒絶されたことをきっかけに美容整形を受け大変身、のび太を誘惑する。
サカエの母
浮気者の夫に嫌気がさし、サカエを連れて母親の家に身を寄せる。厳しい母親に反発して駆け落ち結婚したという過去を持つ。
ババア
サカエの母方の祖母。厳格で口うるさい。
マーキン
サカエ達の共通の友人。大学生。エロ本編集部でバイトしているがある日突然蒸発する。
ノリコちゃん
エロ本編集部で出会った女の子。その後サカエが純潔を守る決意をするきっかけを作る。
あの子
クラブで出会った名前も知らない男の子。サカエと付き合いかける。

## 単行本
JICC出版局（のち宝島社）より上下巻が出版されている。カバーデザインは信藤三雄が手がけた。巻末に浅田彰との対談を収録している。
- JICC出版局版
  - 上巻 1992年12月。ISBN 978-4796605472
  - 下巻 1993年1月。ISBN 978-4796605489
- 宝島社ワンダーランドコミックス版
  - 上巻 2003年2月。ISBN 978-4796631983
  - 下巻 2003年2月。ISBN 978-4796631990